# NGC 7029
NGC 7029 est une galaxie elliptique située dans la constellation de l'Indien. Sa vitesse par rapport au fond diffus cosmologique est de 2 665 ± 16 km/s, ce qui correspond à une distance de Hubble de 39,3 ± 2,8 Mpc (∼128 millions d'al). NGC 7029 a été découverte par l'astronome britannique John Herschel en 1834.
À ce jour, 16 mesures non basées sur le décalage vers le rouge (redshift) donnent une distance de 34,756 ± 10,178 Mpc (∼113 millions d'al), ce qui est à l'intérieur des valeurs de la distance de Hubble. Notons cependant que c'est avec la valeur moyenne des mesures indépendantes, lorsqu'elles existent, que la base de données NASA/IPAC calcule le diamètre d'une galaxie et qu'en conséquence le diamètre de NGC 7029 pourrait être d'environ 47,3 kpc (∼154 000 al) si on utilisait la distance de Hubble pour le calculer.
Le relevé astronomique SAGA destiné à la recherche de galaxies satellites en orbite autour d'une autre galaxie a permis de confirmer la présence de cinq galaxies satellites pour NGC 7029.
NGC 7029 et NGC 7022  forment une paire de galaxies.

## Supernova
La supernova SN 2023qov a été découverte dans NGC 7029 le 23 aout 2023 par A. Aamer et une équipe d'astronomes dans le cadre du programme ATLAS. Cette supernova était de type Ia. Au moment de sa découverte, la magnitude apparente de cette supernova était de 17,51 ± 0,04 et sa magnitude absolue de -15,2 ± 0,02.